# Reload! Frankie: The Whole 12 Inches
Reload! Frankie: The Whole 12 Inches è un album raccolta dei Frankie Goes to Hollywood, pubblicato nel 1995 dall'etichetta discografica ZTT e ristampato il 1º agosto 2000.

## Tracce
1. Relax [New York Mix]
2. Relax [Ollie J Mix]
3. Relax [Jam & Spoon Trip-O-Matic Fairy Tale Mix]
4. Two Tribes [Carnage Mix]
5. Two Tribes [Intermission Legend Mix]
6. Welcome to the Pleasuredome [Pleasurefix Mix]
7. Welcome to the Pleasuredome [Brothers in Rhythm Rollercoaster Mix]
8. Rage Hard [Young Person's Guide into the 12 Inch Mix]
9. Warriors of the Wasteland [Twelve Wild Disciples Mix]